# Neoeutegaeus phyllophorus
Neoeutegaeus phyllophorus är en kvalsterart som beskrevs av J. och P. Balogh 1983. Neoeutegaeus phyllophorus ingår i släktet Neoeutegaeus och familjen Eutegaeidae. Inga underarter finns listade i Catalogue of Life.